# Zaragoza Hornets
Zaragoza Hornets (español: Avispones de Zaragoza) fue un equipo español de fútbol americano de la ciudad Zaragoza, que en septiembre de 2017 se fusionó con Zaragoza Hurricanes.

## Historia
Zaragoza Hornets se funda en 2007 en Valdefierro por algunos exentrenadores de Zaragoza Hurricanes que a su vez habían pertenecido al desaparecido equipo de Zaragoza Lions. En la temporada 2008/09 completaron una plantilla de 30 jugadores y se inscribieron para competir en la LCFA 2, segunda división de la Liga Catalana de Fútbol Americano, que se disputa en la modalidad de 9x9. Los Hornets se proclamaron campeones tras vencer a Salt Falcons por 61-60 en la final.
La temporada siguiente, 2009/10, el equipo se muda al campo del Club Deportivo Ebro, en La Almozara, y vuelve a ganar la LCFA 2. La temporada siguiente se vuelven a trasladar, ya definitivamente a Villanueva de Gállego, y dan el salto a la Primera División de la Liga Catalana de Fútbol Americano. En esta liga permanecen dos años, llegando en ambos ellos a los playoffs por el título: el primer año a semifinales y el segundo a cuartos de final.
Tras estos dos años en Primera División Catalana, se incorporan a la Liga Nacional de Fútbol Americano en la Serie B de la 2013. En su primer año en ella consiguen el campeonato de su grupo, por encima de Zaragoza Hurricanes y Coslada Camioneros. En las eliminatorias por el título liguero vencen a Santurce Coyotes y posteriormente pierden en semifinales contra Barberá Rookies, lo que les priva de disputar el título liguero y el consecuente ascenso a Serie A.
La temporada siguiente las cosas no le van tan bien y quedan últimos de su conferencia, lo que les obliga a jugar el playoff de descenso contra Alicante Sharks. En el partido de ida, en Zaragoza, los Sharks consiguen poner la eliminatoria a su favor al ganar 14-19. En el partido de vuelta, en Alicante, Hornets consigue dar la vuelta a la eliminatoria gracias a su victoria 0-14 y de esta forma se certifica su permanencia en Serie B.
En la temporada 2014-2015, la liga organizada por la Federación Española de Fútbol Americano los encuadra con Santurce Coyotes, Murcia Cobras, Barcelona Búfals y Reus Imperials. Tras comenzar la liga 0-4, consiguen remontar hasta acabar con un bagaje de 2-6 que no les libra de volver a jugar el playoff de descenso contra el mismo rival, Alicante Sharks. Esta vez a un solo partido, la eliminatoria vuelve a caer del lado maño, atando de nuevo la permanencia. No obstante, debido al alto coste de la Serie B deciden renunciar a la plaza y descencer a Serie C.
En Serie C, los Hornets se disponen a jugar liga Norte junto con sus dos vecinos Zaragoza Hurricanes y Dark Knights y los equipos de Oviedo Madbulls, Piélagos Berserkers, Gijón Royals, Cantabria Bisons y Fuenlabrada Cuervos. Consiguen ganar 4 de sus 8 partidos y con ello consiguen la cuarta plaza en la clasificación, que ganan invictos los Oviedo Madbulls. Hornets aprovecharon esta travesía por el desierto para fomentar su crecimiento y lo largo de la temporada tanto el equipo femenino como el equipo junior habían empezado a dar sus primeros pasos.
En la temporada 2016-17, Zaragoza Hornets compitió en la Liga Norte.
En septiembre de 2017 se fusionó con Zaragoza Hurricanes.